# Rocca di Castellina in Chianti
La Rocca di Castellina in Chianti è un castello che si trova nell'omonimo comune in provincia di Siena.
Delle mura restano alcuni lunghi tratti attorno all'abitato antico del paese, ma nessuna delle due porte si è conservata: la Fiorentina venne distrutta durante la prima guerra mondiale e sostituita successivamente da un'apertura in stile. Il cassero è conservato in ottime condizioni, con due corpi di fabbrica quadrati e alte mura. Oggi è sede del Comune e dal 21 aprile 2006 è sede del Museo archeologico del Chianti senese, che presenta la storia dei paesaggi antichi dell'intero territorio chiantigiano, oltre a Castellina i comuni di Castelnuovo Berardenga, Gaiole in Chianti e Radda in Chianti.

## Storia
Le prime menzioni scritte risalgono all'XI secolo, quando Castellina era un insediamento fortificato dei Conti Guidi che dipendeva dal vicino castello del Trebbio, nell'odierna località di Trebbia, frazione di Radda in Chianti. All'epoca il sito veniva infatti chiamato "Castellina de' Trebbiesi".
Dal 1193 i signori di Trebbio si accordarono coi Fiorentini per tenervi un presidio. Castellina, cresciuto di importanza, alla metà del XIII secolo entrò nella Lega del Chianti e in seguito fu capoluogo di uno dei tre terzieri della zona, con Radda e Gaiole.
Essendo vicina al confine tra Firenze e Siena, per tutto il medioevo la zona attorno al castello fu sede di scontri, con Castellina che mantenne a lungo il ruolo di roccaforte avanzata dei Fiorentini. Nel 1397 il castello venne attaccato e distrutto dalle truppe di Gian Galeazzo Visconti, signore di Milano alleato ai Senesi. Nel 1400 la Repubblica fiorentina ne tornò in possesso e decise di rafforzarne le difese, creando una cerchia muraria più grande e più massiccia, dalla forma di esagono irregolare e con numerose torri a base quadrata. Il sistema difensivo era composto, oltre che dalle mura, dove si aprivano due porte (la Fiorentina e la Senese), anche da un massiccio cassero merlato, posto nel punto più alto dell'abitato. Nella ricostruzione venne anche consultato, in corso d'opera, il famoso architetto Filippo Brunelleschi.
Il battesimo del fuoco del nuovo sistema difensivo avvenne nel 1452, quando fu cinto d'assedio per ben 44 giorni dal duca di Calabria, senza venire espugnato. In seguito le fortificazioni vennero ulteriormente rafforzate, con la collaborazione di Giuliano da Sangallo. Nel 1478 venne di nuovo attaccato dall'esercito aragonese e questa volta venne saccheggiato e semidistrutto. Nel 1483 tornò ai Fiorentini, che lo tennero fino all'unità d'Italia. L'abolizione della lega del Chianti risale invece al 1774, su decisione di Pietro Leopoldo di Lorena, ma il nuovo territorio della "Comunità di Castellina" venne fatto praticamente coincidere con l'antico terziere.